# Municipio de Beulah (condado de Hanson)
El municipio de Beulah (en inglés: Beulah Township) es un municipio ubicado en el condado de Hanson en el estado estadounidense de Dakota del Sur. En el año 2010 tenía una población de 296 habitantes y una densidad poblacional de 3,16 personas por km².

## Geografía
El municipio de Beulah se encuentra ubicado en las coordenadas 43°31′46″N 97°47′51″O / 43.52944, -97.79750. Según la Oficina del Censo de los Estados Unidos, el municipio tiene una superficie total de 93.53 km², de la cual 93,49 km² corresponden a tierra firme y (0,04 %) 0,04 km² es agua.

## Demografía
Según el censo de 2010, había 296 personas residiendo en el municipio de Beulah. La densidad de población era de 3,16 hab./km². De los 296 habitantes, el municipio de Beulah estaba compuesto por el 100 % blancos. Del total de la población el 0 % eran hispanos o latinos de cualquier raza.